# Teredora malleolus
Teredora malleolus is een tweekleppigensoort uit de familie van de Teredinidae. De wetenschappelijke naam van de soort is voor het eerst geldig gepubliceerd in 1822 door Turton.